# Chloroperla russevi
Chloroperla russevi är en bäcksländeart som beskrevs av Braasch 1969. Chloroperla russevi ingår i släktet Chloroperla och familjen blekbäcksländor. Inga underarter finns listade i Catalogue of Life.